# Kalan (Tempel)

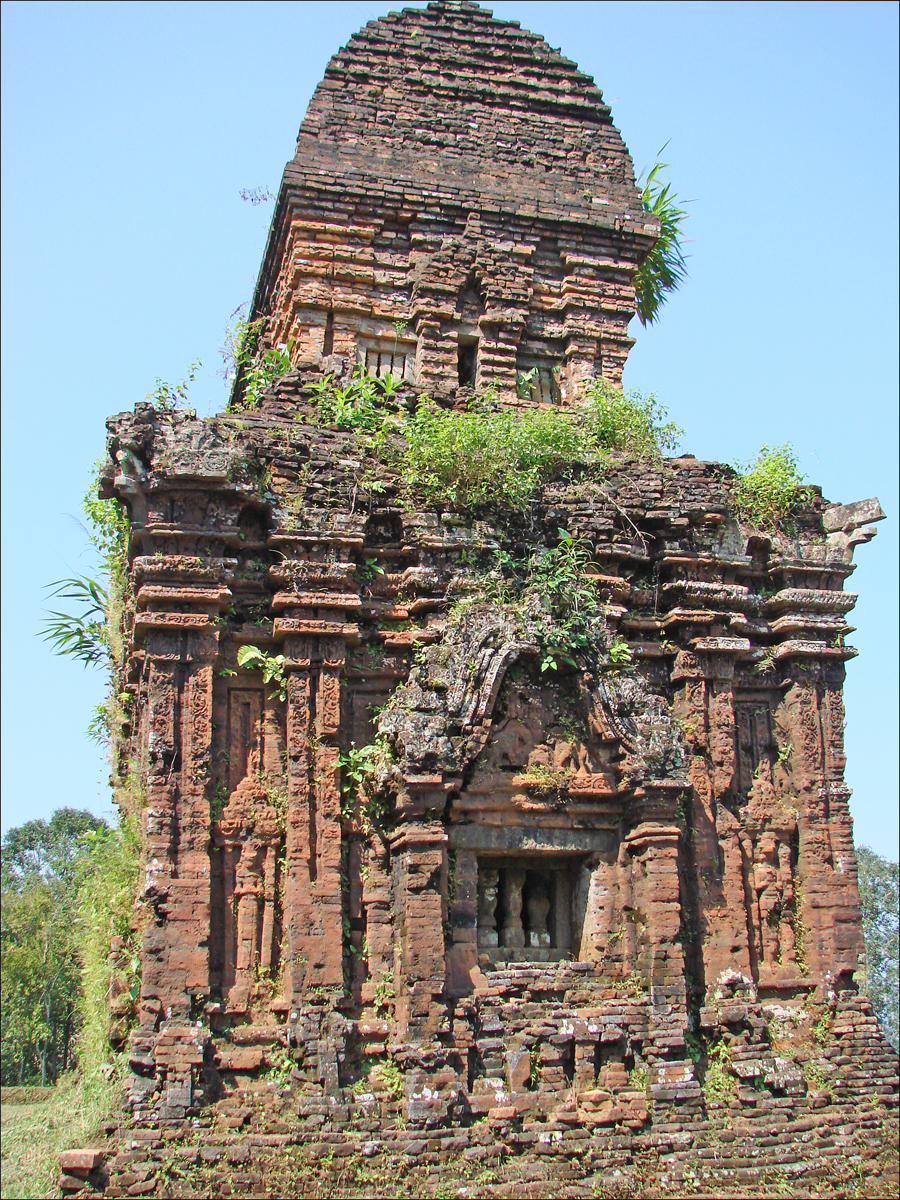
Kalan in Mỹ Sơn

Der Kalan ist ein turmartiges Hauptheiligtum der hinduistischen Tempelanlage im Königreich Champa, das sich einst über weite Teile des heutigen Vietnams ausbreitete und unter dem kulturellen Einfluss von Indien stand. Der Kalan ist dem Kult der Könige und ihrer heiligen Beschützer gewidmet. In den meisten Fällen wurde der Kalan von Priestern für rituelle Zeremonien genutzt.

## Geschichte
Das Königreich der Champa herrschte bis zum 15. Jahrhundert über die Mitte und den Süden von Vietnam und hinterließ sowohl bemerkenswerte, als Heiligtümer dienende Türme, als auch große, kraftvolle Steinstatuen.
Viele Tempel wurden während des Vietnamkrieges bei US-Bombardements beschädigt, einzelne Bauwerke vernichtet.
Die Tempel der sieben heute noch zu besichtigenden Bauensembles sind UNESCO-Weltkulturerbe und Touristenattraktionen.

## Architektur

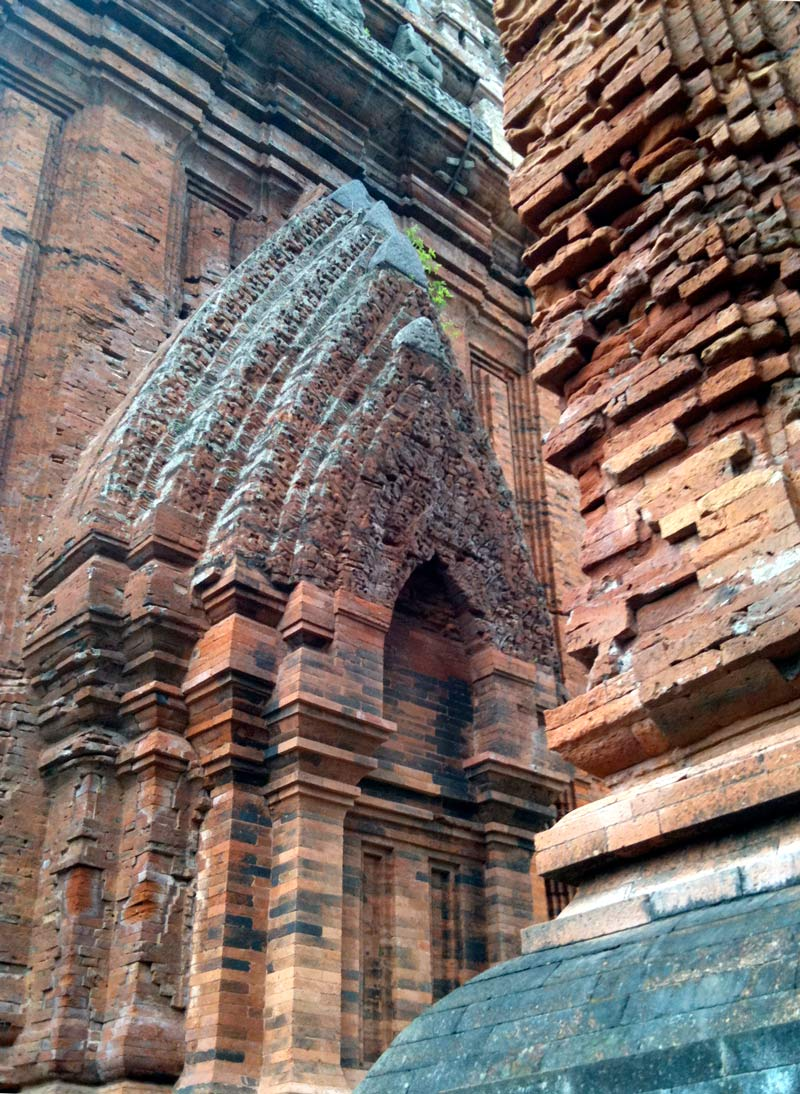
Wand eines Kalan mit blinden Türen

Der Kalan ist das Hauptgebäude einer Cham-Tempelanlage. Er befindet sich innerhalb einer Umfassungsmauer und ist von Türmen und Nebengebäuden umgeben. Der Kalan, wie auch andere Bauten der Tempelanlage, wurde aus Ziegelsteinen errichtet, deren Qualität bis heute unübertroffen ist. Die Ziegel sind leicht, etwas porös und weisen eine besondere Festigkeit aus, dabei sitzen die Steine fast nahtlos aufeinander. Vermutlich wurden zuerst die äußeren Steine der Mauer gelegt. Dafür nutzten die Erbauer nur sehr wenig Bindemittel. Im Mauerinneren jedoch wurde mehr Bindemittel verwendet. Am Ende waren die Mauern etwa 80 – 160 cm dick. Um die Fugen nachhaltig abzudichten, wurde das gesamte Bauwerk noch einmal gebrannt. Das Bindemittel bestand aus dem Harz des Yang-Baums. Dieses wurde erhitzt und mit Ziegelstaub und gemahlenen Muscheln vermischt. Für Türstürze, Reliefs und Skulpturen wurde Sandstein verwendet.
Der Kalan ist quadratisch und fensterlos. Es gibt eine offene reale und drei blinde Türen. Die Außenwand des Kalan ist meist reich verziert und früher soll das Dach mit Gold überzogen gewesen sein. Der Haupttempel weist eine Dreiteilung auf: Die Plattform, bhurloka, steht für die Welt der Menschen. Der quadratische Mittelbau bhurvaloka gilt als Ort der spirituellen Vereinigung von Gott und Mensch. Die dreistufige Spitze, svarloka genannt, ist Symbol für den Sitz der Götter.

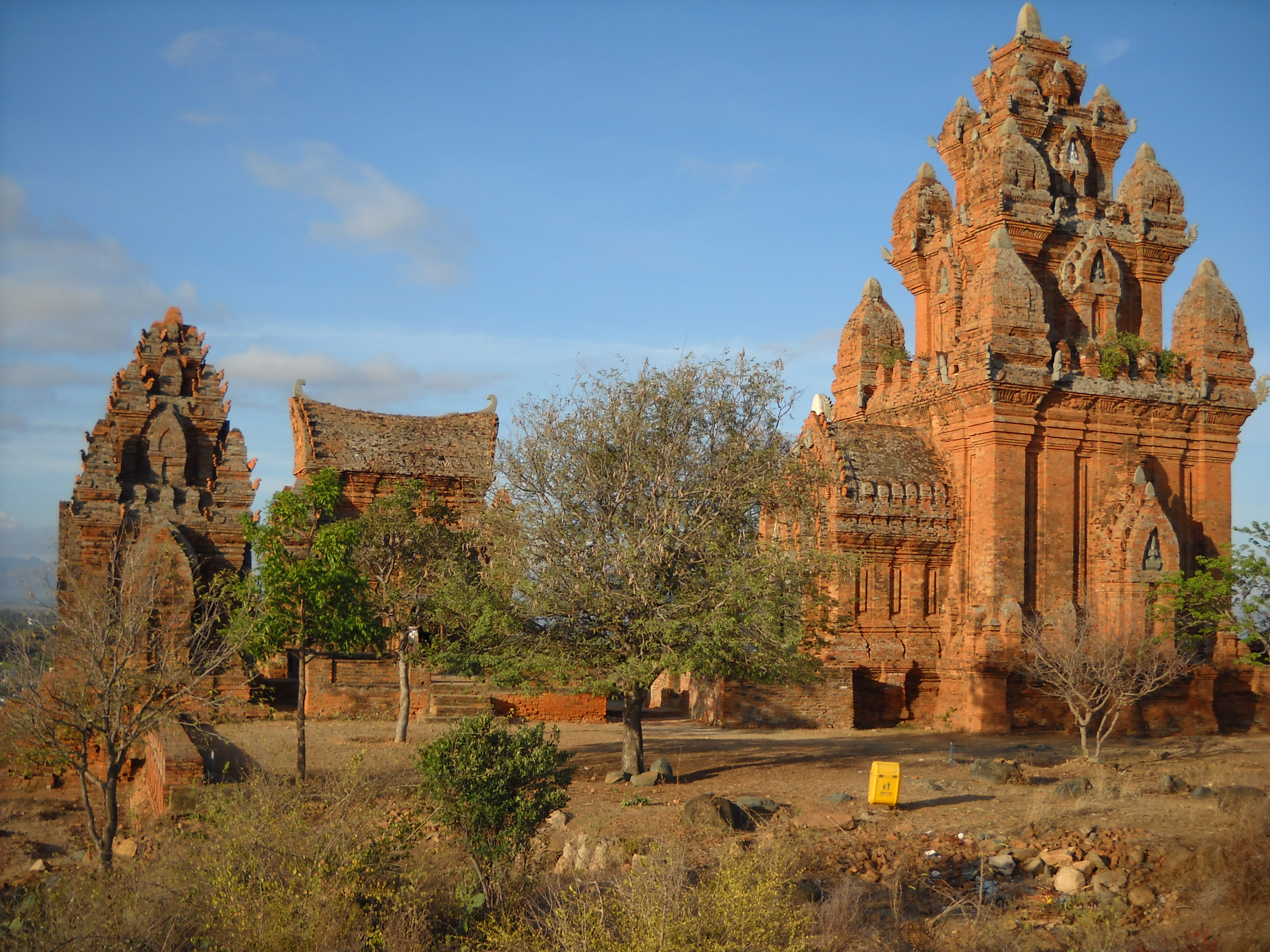
Kalan und andere Gebäude einer Tempelanlage

Der Eingang geht meistens nach Osten zur aufgehenden Sonne hin. Bestimmte Kalans sind nach Westen oder sowohl nach Osten wie auch nach Westen hin gerichtet (z. B. die Kalans in Mỹ Sơn). Im Inneren des Kalan befindet sich die Hauptstatue oder das Linga selbst. Sie ruhen auf dem Snanadroni, einem nach Norden weisenden flachen Becken mit Abflussschnabel, dem Somasutra. Bei den Waschungen der Statue oder des Linga werden die verschiedenen Flüssigkeiten im Snanadroni (im Falle eines Linga heißt es Yoni) aufgefangen und fließen über das Somasutra aus dem Kalan hinaus, wo sie von den Gläubigen als heilige Flüssigkeiten entgegengenommen werden.
Wenn man den eigentlichen Kalan verlässt, kommt man in einen Vorhof, in dem sich links der Stier Nandin befindet, immer liegend und mit dem Kopf zu Gottheit-Snanadroni oder Linga-Yoni ausgerichtet.
Der Weg zum Kalan führt durch den Gopura, den Eingangspavillon mit west-östlicher Ausrichtung, der meist in Form eines Turms gebaut ist. Es folgt der Mandapa, die Meditationshalle, die meist als längliche Säulenhalle gestaltet ist. Der Mandapa ist ein Gebäude aus Ziegeln mit mehreren Fenstern und zwei Türen nach Osten und Westen. Er diente der Meditation und Gebeten vor der rituellen Zeremonie im Kalan.